# För vacker för dig!
För vacker för dig! (franska: Trop belle pour toi) är en fransk dramakomedi från 1989 i regi av Bertrand Blier.

## Utmärkelser
Filmen har bland annat vunnit Grand Prix du Jury vid filmfestivalen i Cannes 1989 och Césarpriset för bästa film 1990.

## Roller (urval)
- Gérard Depardieu – Bernard Barthélémy
- Carole Bouquet – Florence Barthélémy
- Josiane Balasko – Colette
- Roland Blanche – Marcello
- François Cluzet – Pascal
- Didier Bénureau – Léonce
- Denise Chalem – Lorène
- Sylvie Orcier – Marie-Catherine
- Myriam Boyer – Geneviève